# 465
465 (CDLXV na numeração romana) foi um ano comum do século V do Calendário Juliano, da Era de Cristo. a sua letra dominical foi C (52 semanas). Teve início a uma sexta-feira e terminou também a uma sexta-feira.
| Ano completo                       |
| ---------------------------------- |
| Ano comum com início à sexta-feira |

## Eventos

### Ocidente
- Os Suevos, no reinado de Remismundo, convertem-se novamente ao Arianismo e aliam-se com os povos Visigodos.

### Extremo Oriente
- Os Hunos brancos dominam o Norte da Índia.